# Bandundu
Bandundu (tidligere Banningville eller Banningstad) er hovedstaden i provinsen Kwilu i Den Demokratiske Republik Congo. Den har 117.200 indbyggere (pr. 2004) og ligger 400 km fra Kinshasa.

## Generelt
Der er ingen industrianlæg i Bandundu, og indbyggerne er enten ansat af staten eller provinsadministrationen, eller som de fleste, lever af landbrug eller småhandel. Byen og dens omgivelser har ikke meget at tilbyde turister.
Bandundu har en lille lufthavn og en lille havn ved Kwilu, som begge sjældent betjenes. Vejforbindelsen til Kinshasa er – givet forholdene i DR Congo – relativt god. Bandundu kan dog kun nås over land med færger over Kwilu, Kwango eller Kasaifloden.

## Galleri
- Provinsadministrationens bygning
- Vej til centrum
- Marked
- Tøjmarked
- Floden Kwilu ved Bandundu
- Kwilus bred